# Gabrielino-fernandeño
Cet article concerne la langue tongva. Pour le peuple tongva, voir Tongvas.
Le gabrielino-fernandeño ou tongva est une langue uto-aztèque de la branche des langues takiques parlée aux États-Unis, dans le sud de la Californie, dans le bassin de Los Angeles.
La langue était celle de deux populations amérindiennes, les Gabrielinos et les Fernandeños, nommés ainsi d'après les missions espagnoles de San Gabriel et San Fernando. La langue est éteinte.

## Connaissance de la langue
Il n'existe quasiment pas de travaux publiés sur la langue, pourtant les deux dialectes ont été étudiés par le linguiste et anthropologue John Peabody Harrington de 1914 à 1922 et en 1933. Ces données occupent quatre rouleaux de microfilms dans les archives du chercheur à la Smithsonian Institution.